# Acacia pulchella
Acacia pulchella — вид квіткових рослин з родини бобових. Ареал: Австралія (Західна Австралія).

## Середовище
Зустрічається на багатьох типах ґрунтів, як у сухих, так і в заболочених місцях існування.

## Біоморфологічна характеристика
Цей стрункий недовгоживучий кущ від 30 см до 3 м заввишки. Має зелені гнучкі й гострі гілочки і прилистки. Листки складаються з 3–5 перистих частин, в основі кожної з яких є 1–2 колючки. Суцвіття в пазухах листків складаються з 10–40(60) золотисто-жовтих квіток. Цвітіння триває з пізньої осені до весни (з травня по листопад), пік припадає на серпень-вересень.

## Використання
Цей колючий чагарник корисний як ширма, яка перешкоджає доступу тварин і людей до місцевості.